# Pianosonate nr. 9 (Skrjabin)
Pianosonate nr. 9, opus 68 is een compositie van de Russische componist Alexander Skrjabin. Hij begon aan het werk in 1912. In het jaar daarop voltooide hij de sonate welke als bijnaam Zwarte Mis meekreeg. Hoewel Skrjabin deze titel niet zelf heeft bedacht, gaf hij er toch zijn goedkeuring aan.

## De compositie
Skrjabin's negende pianosonate past goed tussen zijn latere werken: de compositie klinkt zeer dissonant omdat de thema's gebaseerd zijn op een mineure none, een misschien wel onverdraaglijk interval.
De pianosonate is zonder meer een meesterwerk te noemen. Skrjabin's tijdgenoot Igor Stravinsky sprak niets dan lof over het werk waarin ver gehuil steeds groter en woester wordt.
Het openingsthema wordt constant veranderd. Dit geldt van de eerste trillerarpeggio's tot een grootse omslag van sfeer welke Skrjabin aantekende in de partituur; "een nieuwgeboren zuiverheid". Het dissonante karakter blijft welke uiteindelijk oploopt tot een grootse mars. De sonate eindigt met het eerste thema. Skrjabin bouwt constant de sonate op tot iets moeilijk hoorbaars door de complexiteit en spanning toe te laten nemen.
Zoals Skrjabin's andere pianosonate wordt aangaande speeltechniek het uiterste van de pianist vereist. Het werk heeft een duur van 8 tot 10 minuten.